# 경건

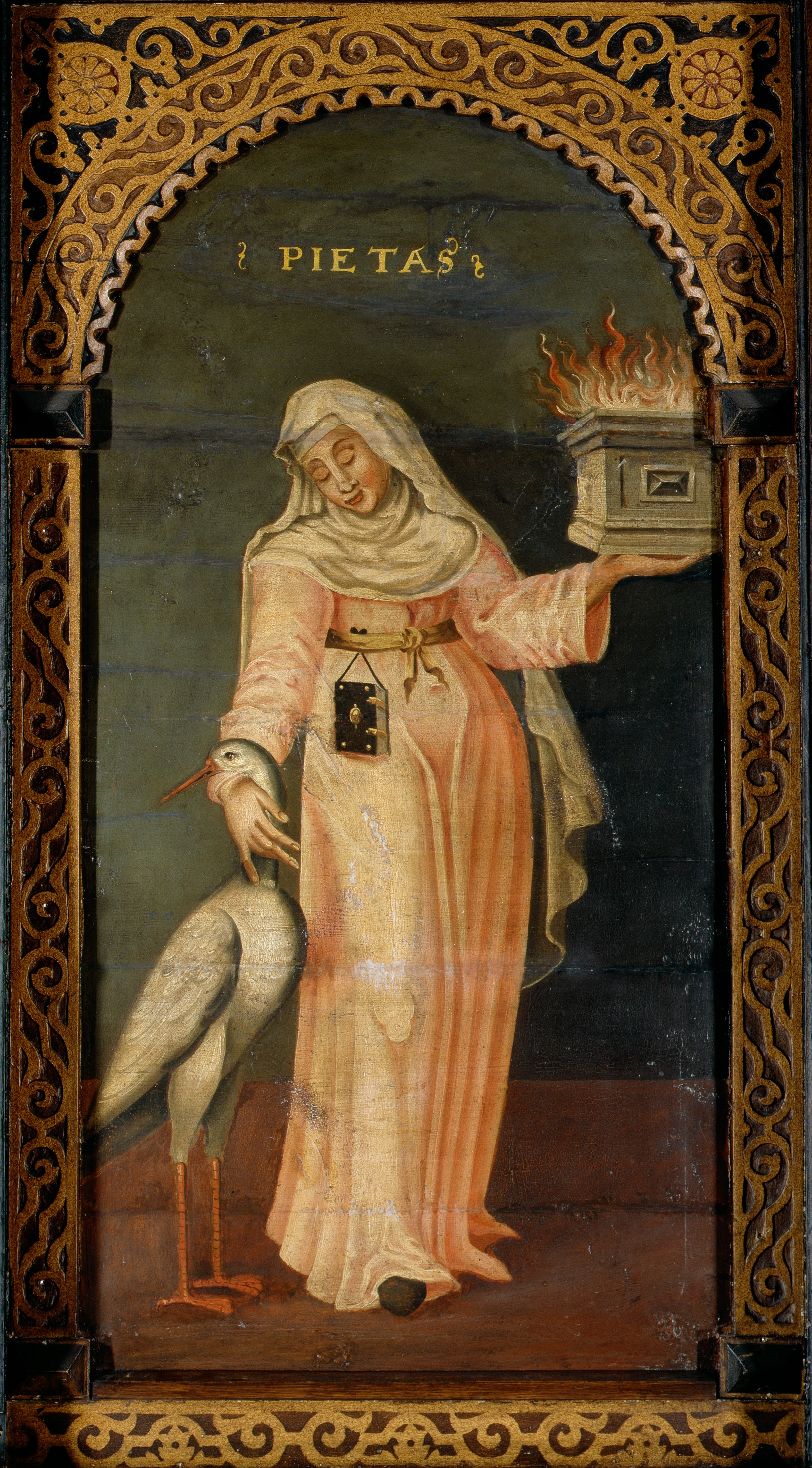
"경건", 덜리치 화랑

경건(敬虔, 영어: piety)은 종교적 헌신이나 영성을 포함한 미덕이다. 대부분의 경건 개념의 공통 요소는 존경의 의무이다. 종교적 맥락에서 경건은 국가와 문화에 따라 다를 수 있는 경건한 활동이나 헌신을 통해 표현될 수 있다.

## 어원
경건(piety)이라는 단어는 라틴어 pietas에서  나왔다. 형용사 pius 의 명사형("경건한" 또는 "충실한"을 의미함)이다.

## 고전적 해석
전통적인 라틴어 용법에서 경건(pietas)은 복잡한데 높은 가치의 로마 미덕을 표현한다. 경건한 사람은 신들, 국가, 부모, 친척에 대한 책임을 존중했다. 가장 엄격한 의미에서 그것은 아들이 아버지에 대해 가져야 할 일종의 사랑이었다. 베르길리우스l 와 다른 라틴 작가들에서 아이네이아스의 일관된 별명 은 pius 인데, 이는 신에 대한 존경심과 가족의 의무를 의미한다. 트로이가 함락되자 아이네아스는 그의 아버지인 절름발이 안키세스와 가정신의 조각상인 라레스와 페나테스를 안전하게 운반하였다.
아이들이 부모를 부양할 의무가 있는지 여부에 대해 아퀴나스 마르쿠스 툴리우스 키케로를 인용한다. "..."경건은 의무와 경의를 모두 드린다. 효는 유교 윤리의 핵심이다. 부모에 대한 공경은 중국 윤리학에서 최고의 덕목이자 모든 올바른 인간 관계의 기초로 간주된다.

## 미덕으로
천주교, 동방 정교회, 루터교, 성공회에서 경건 은 성령 의 일곱 가지 은사 중 하나이다. "그것은 영혼에 하나님에 대한 효도하는 효도와 그에 대한 너그러운 사랑, 명령하는 자를 사랑하기 때문에 그가 명령하신 것을 행하고자 하는 애정 어린 순종을 낳는다." 성 그레고리우스 대제는 선물들 사이의 상호 관계를 설명한다. " 우리는 주님을 경외함으로 경건에, 그 다음에는 경건에서 지식에 이르게 된다. . ."
아퀴나스는 자신의 부모와 국가의 상황에서 경건에 대해 말했고, 정의의 기본 덕목과 관련하여 각자에게 정당하게 합당한 것을 제공할 의무를 부여했다. (아퀴나스는 하나님께 합당한 것을 하나님께 드리는 비유로 정의와 관련이 있는 종교의 미덕으로 확인했다. ) Richard McBrien 교수는 경건에 대해 다음과 같이 말했다: "우리의 삶에 긍정적이고 형성적인 영향을 준 사람들, 궁극적으로 하나님을 신실하고 존경할 수 있도록 동기를 부여하고 가능하게 하는 것은 성령의 은사이다. 그리고 우리는 누구에게 감사의 빚을 지고 있습니까?" 크고 작은 말과 몸짓을 통해 그 많은 축복의 근원을 가능한  인정할 것을 요구한다.
경건이 속한 종교의 미덕 신학자의 조화 된 판단의 일환으로, 도덕적 덕목 중 넣어 추기경의 미덕 정의 그 때문에 어떤 하나님에 의해 때문에, 하나 개의 입찰을. 경건의 선물은 정의의 미덕을 완성하여 개인이 하느님과 이웃에 대한 의무를 다하고 기꺼이 기쁘게 그렇게 할 수 있게 한다. 경건의 은사는 사람에게 하나님에 대한 부드럽고 효도하는 확신을 갖게 함으로써 하나님을 섬기는 일과 관련된 모든 것을 기쁘게 받아들이게 한다.
존 칼빈은 경건은 종교를 낳는다고 한다.(기독교강요 1:2:1)
“나는 그의 선하신 지식이 인도하는 하나님의 사랑과 연결된 경외가 경건이라고 본다. [사람들이] 그들이 모든 것을 하나님께 빚지고 있다는 것, 아버지의 돌보심으로 양육됨을 깨닫고, 그가 그들의 모든 선의 창시자이시며, 그 외에는 아무것도 구하지 않는다는 사실을 깨닫기 전까지는—그들은 결코 그에게 자원봉사를 하지 않을 것이다." (Institutes, I.ii.1) Pierre Whalon 주교는 "따라서 경건은 하나님의 임재에 대한 더 큰 존재감을 추구하는 것"이라고 말했다.
경건의 선물은 하나님을 신뢰하는 것과 같은 의미이다. 경건을 통해 사람은 하나님을 사랑의 아버지로 경외하고 다른 사람을 하나님의 자녀로 존경하는 것이다.

## 경건과 헌신
경건의 표현은 국가와 지역 전통에 따라 다르다. 다양한 종교 행사와 활동을 준비하는 "축일"은 특정 공동체의 고유한 전통을 형성하는 데 많은 기여를 했다. 많은 신심 행위는 특정 교회나 종교 가족의 제의적 유산의 일부이다. 헌신은 신앙을 일상 생활에 통합하는 데 도움이 된다.
대중 경건은 "... 단순하고 가난한 사람들만이 알 수 있는 하나님에 대한 갈증을 나타낸다. 믿음을 표현하는 문제일 때 영웅주의에 이르기까지 관대하고 희생할 수 있게 한다. 그것은 하나님의 심오한 속성에 대한 예리한 인식을 포함한다: 아버지, 섭리, 사랑, 끊임없는 임재. 그것은 다른 곳에서는 거의 관찰되지 않는 내적 태도를 낳는다. 인내, 일상 생활에서 십자가의 감각, 분리, 다른 사람에 대한 개방성, 헌신. 이러한 점에서 우리는 그것을 종교성이라기보다 '대중신앙', 즉 사람의 종교라고 부른다.
“그들은 우리 마음에 부어진 성령의 역사로 양육된 신학적 삶의 표현이다(참조, 요 11:13). 롬 5:5)."
성공회에서 경건은 더 빈번한 성찬식과 전례 준수 및 관습의 형태를 취했음을 인정하면서 로널드 윌리엄스 주교는 성경 읽기를 늘리라고 말했다.
감리교에서 경건의 행위는 은혜의 수단이다. 그들은 독서, 기도, 명상과 같은 개인적인 것일 수 있다. 또는 성례전이나 성경 공부를 함께 하는 것과 같은 공동 활동이다. 장로교인들에게 경건은 예배, 기도, 노래, 봉사와 같은 행위의 전체 영역을 의미하며, 이는 하나님에 대한 경외심과 사랑이 표현되는 방식을 형성하고 인도하는데 도움이 된다. 그리고 "하나님의 도덕법에 따라 경건한 삶을 살아야 하는 그리스도인의 의무"이다.
성상에 대한 숭배는 가톨릭 경건의 본질에 속하며, "성상에 대한 영예는 대표되는 사람에게로 향한다"는 이해를 바탕으로 한다.

## 같이 보기
- 정서적 경건
- 소크라테스가 경건의 정의를 추구하는 플라톤의 대화 에우튀프론
- 루터교의 경건주의
- 경건에 대한 이슬람의 견해
- 하시드 (히브리어)